# Vendetta (computerspel)
Vendetta  is een computerspel voor de Commodore 64. Het spel werd ontwikkeld door Stanley Schembri en in 1990 uitgebracht door System 3. De muziek is gemaakt door Matt Gray. Het spel is 3-dimensionaal adventure.